# MPLS
MPLS (eng. Multiprotocol Label Switching) višeprotokolarno prospajanje priljepnica (labela) je mehanizam za prijenos i usmjeravanje podatkovnog prometa kojim se na paketnim mrežama ostvaruju neke osobine mreža s prospajanjem krugova.
U OSI modelu se MPLS nalazi između podatkovnog i mrežnog sloja, a pored IP paketa može prenositi i druge vrste prometa, npr. Ethernet i ATM.